# Liste der Mitglieder der National Academy of Sciences/1990
Im Jahr 1990 wählte die National Academy of Sciences der Vereinigten Staaten 74 Personen zu ihren Mitgliedern.

## Neugewählte Mitglieder
- Zhores I. Alferov (1930–2019)
- Maurice Allais (1911–2010)
- Sidney Altman (1939–2022)
- Michael Aschbacher
- Etienne-Emile Baulieu (1926–2025)
- John E. Bercaw
- John S. Boyer
- D. Allan Bromley (1926–2005)
- Lawrence D. Brown (1940–2018)
- Herbert B. Callen (1919–1993)
- W. Knox Chandler (1933–2017)
- Min Chueh Chang (1908–1991)
- Ralph J. Cicerone (1943–2016)
- Michael T. Clegg
- Esther M. Conwell (1922–2014)
- Bryce DeWitt (1923–2004)
- Floyd Dunn (1924–2015)
- Gertrude B. Elion (1918–1999)
- Vittorio Erspamer (1909–1999)
- Ludvig D. Faddeev (1934–2017)
- Nina Fedoroff
- Judah Folkman (1933–2008)
- Alan B. Fowler (1928–2024)
- Robert F. Furchgott (1916–2009)
- John C. Gerhart
- John A. Glomset (1928–2015)
- Patricia S. Goldman-Rakic (1937–2003)
- Kenneth L. Hale (1934–2001)
- Marshall D. Hatch
- C. Vance Haynes, Jr.
- Carl E. Heiles
- Sarah B. Hrdy
- John W. Hutchinson
- J. David Jackson (1925–2016)
- Barclay Kamb (1931–2011)
- David Kazhdan
- Warwick E. Kerr (1922–2018)
- Patrick V. Kirch
- Klaus von Klitzing
- Edward D. Korn
- Louis M. Kunkel
- Donald Lynden-Bell (1935–2018)
- Syukuro Manabe
- Louis H. Miller
- N. Avrion Mitchison
- Cathleen Synge Morawetz (1923–2017)
- Newton E. Morton (1929–2018)
- Howard A. Nash (1937–2011)
- Christiane Nüsslein-Volhard
- Hans Oeschger (1927–1998)
- Leslie Orgel (1927–2007)
- Jim Peacock
- Lawrence R. Rabiner
- C. N. R. Rao
- Vernon W. Ruttan (1924–2008)
- Paul R. Schimmel
- Andrew M. Sessler (1928–2014)
- Kenneth A. Shepsle
- Richard E. Smalley (1943–2005)
- Hugo F. Sonnenschein (1940–2021)
- David B. Sprinson (1910–2007)
- Richard S. Stein (1925–2021)
- Thomas A. Steitz (1940–2018)
- Norman Sutin (1928–2022)
- John A. Swets (1928–2016)
- Salih J. Wakil (1927–2019)
- Duard L. Walker (1921–2009)
- David Weatherall (1933–2018)
- Frank A. Wilczek
- George M. Woodwell
- Keith R. Yamamoto
- Shang F. Yang (1932–2007)
- Vernon R. Young (1937–2004)
- Jozef J. Zwislocki (1922–2018)